# Dvojka na zabití
Dvojka na zabití je český kriminální a komediální seriál. Seriál představuje dva protikladné hrdiny, rozervaného a líného detektiva Martina Rykla a jeho svědomitou a ambiciózní mladou kolegyni Karolínu Světlou. Hrdinové se zpočátku dostávají velmi často do konfliktů, postupem času se však začnou sbližovat.
Seriál sestává z osmi dílů. Hlavní role ztvárnili Jakub Prachař a Sara Sandeva, ve vedlejších rolích se objevili Miroslav Vladyka, Filip Kaňkovský, Norbert Lichý a Milan Šteindler. Seriál měl premiéru v sobotu 4. září 2021 na televizi Prima.
V srpnu 2023 se začala natáčet druhá řada seriálu. Premiéru měla 28. srpna 2024 na televizi Prima. 

## Obsazení

### Hlavní a vedlejší role
| Jakub Prachař        | kpt. Martin Rykl – vdovec, přítel Karolíny (1. – 2. řada)                            |
| Sara Sandeva         | kpt. Karolína Světlá – přítelkyně Martina (1. – 2. řada)                             |
| Miroslav Vladyka     | mjr. Jaromír Koudelka – šéf Mordparty (1. – 2. řada)                                 |
| Filip Kaňkovský      | Petr Koťátko – technik (1. – 2. řada)                                                |
| Norbert Lichý        | vyšetřovatel kpt. René Krátký (1. – 2. řada)                                         |
| Milan Šteindler      | vyšetřovatel kpt. Josef Dlouhý (1. – 2. řada)                                        |
| Petr Vaněk           | patolog MUDr. Pleva (1. – 2. řada)                                                   |
| Viet Anh Doan        | Tonda, kamarád Martina (1. – 2. řada)                                                |
| Bohumil Klepl        | nprap. Vlasta Světlý – policajt a otec Karolíny a Miriam, manžel Evy (1. – 2. řada)  |
| Jiří Ployhar         | mjr. Miroslav Krejčí, velitel Útvaru rychlého nasazení (1. – 2. řada)                |
| Taťjana Medvecká     | psycholožka PhDr. Kateřina Janáková (1. – 2. řada)                                   |
| Laura Kodadová       | Miriam Světlá, sestra Karolíny (1. – 2. řada)                                        |
| Eva Leinweberová     | MUDr. Eva Světlá – matka Karolíny a Miriam, manželka Vlasty a zubařka (1. – 2. řada) |
| Jan Čenský           | † policista František Láznička (1. – 2. řada)                                        |
| Ondřej Kraus         | Alex Tambora (2. řada)                                                               |
| Ester Geislerová     | mjr. Lucie Hrdá (2. řada)                                                            |
| Viktor Dvořák        | † Bohumil Švarc (2. řada)                                                            |
| David Prachař        | Karel Rykl - otec Martina Rykla (2. řada)                                            |
| Erika Stárková       | sekretářka Soňa (1. řada)                                                            |
| Adéla Petřeková      | JUDr. Lucie Ryklová (rozená Sázavská), manželka Martina (1. řada)                    |
| Vanda Hybnerová      | Anna Sázavská, bývalá tchyně Martina (1. řada)                                       |
| Pavel Řezníček       | Richard Sázavský, bývalý tchán Martina (1. řada)                                     |
| Marek Vašut          | Janis Tatopulas (1. řada)                                                            |
| Jan Pavel Filipenský | Drobek, bodyguard Tatopulase (1. řada)                                               |
| Zdeněk Trčálek       | policista prap. Rudolf Žíně (1. řada)                                                |

### Epizodní role

#### První řada
| Jana Polášková      | Šárka Rabová (1. díl)            |
| Dita Vích Hořínková | Miluše Osiková (1. díl)          |
| Martin Sobotka      | mjr. Josef Pepič (1. díl)        |
| Michal Slaný        | Jan Neruda (1. díl)              |
| Táňa Bystroňová     | Janička (1. díl)                 |
| Jarmil Škvrna       | zloděj (1. díl)                  |
| David Steigerwald   | zloděj (1. díl)                  |
| Eva Čížkovská       | Božena Němcová (2. díl)          |
| Zdeněk Mahdal       | Hugo Nutil (2. díl)              |
| Lucie Polišenská    | kuchařka Machová (2. díl)        |
| Kamil Halbich       | producent Radim Sedlák (2. díl)  |
| Ivan Vodochodský    | hrál sám sebe (2. díl)           |
| Jiří Babica         | hrál sám sebe (2. díl)           |
| Ondřej Hejma        | hrál sám sebe (2. díl)           |
| Jan Dolanský        | Michal Horyna (3. díl)           |
| Petr Štěpán         | Boris Linda (3. díl)             |
| Kateřina Lojdová    | milenka Verecká (3. díl)         |
| Alice Bendová       | manželka Sýkorová (3. díl)       |
| Dominick Benedikt   | Jaroslav Malý (3. díl)           |
| Radek Valenta       | Karel Blažek (4. díl)            |
| Jakub Barták        | Jakub Votýpka (4. díl)           |
| Jan Komínek         | Marek Dvořáček (4. díl)          |
| Matouš Rajmont      | soused Lekeš (4. díl)            |
| Anežka Rusevová     | sousedka Květa Marková (4. díl)  |
| Michal Novotný      | soused Jan Marek (4. díl)        |
| Ondřej Lechnýř      | JUDr. Slepička (4. díl)          |
| Jan Battěk          | soused Jarolím (4. díl)          |
| Viera Pavlíková     | sousedka Burešová (4. díl)       |
| Václav Rašilov      | opravář Srovnal (4. díl)         |
| Roman Mrázik        | otec Kudrna (4. díl)             |
| Adrian Gabaj        | Jan Kudrna (4. díl)              |
| Aleš Bílík          | Němec (5. díl)                   |
| Tomáš Havlínek      | Němec (5. díl)                   |
| Markéta Procházková | MUDr. Denisa Černá (5. díl)      |
| Michal Dalecký      | informátor David (5. díl)        |
| Ladislav Hampl      | automechanik Jarkovský (5. díl)  |
| Jaromír Nosek       | klient Stejskal (5. díl)         |
| Miloslav Mejzlík    | MUDr. Zdeněk Pavlovský (6. díl)  |
| Michal Gulyáš       | mjr. Michal Postránecký (6. díl) |
| Alena Štréblová     | investorka Hausnerová (6. díl)   |
| Daniel Šváb         | George Lajda ml. (6. díl)        |
| Tomáš Kobr          | číšník Šťastný (6. díl)          |
| Lukáš Rous          | Lukáš Pajgrt (7. díl)            |
| Jiří Kraus          | Karel Rybička, „Ryba“ (7. díl)   |
| Václav Jílek        | † npor. Tomáš Nosek (7.–8. díl)  |
| Lenka Zbranková     | mjr. Livie Lébová, (7.–8. díl)   |

#### Druhá řada
| Petr Buchta         | Barman (9. díl)             |
| Jakub Kohák         | Ryn, bezdomovec (10. díl)   |
| Ondřej Bauer        | ? (11. díl)                 |
| Jakub Žáček         | senátor Klouda (11. díl)    |
| Alena Hladká        | Melicharová (11. díl)       |
| Petr Matyáš Cibulka | recepční Samuel (11. díl)   |
| Lukáš Příkazký      | ? (12. díl)                 |
| Patricie Pagáčová   | přítelkyně Rykla (12. díl)  |
| Jindřich Žampa      | postižený chlapec (13. díl) |
| Kateřina Klausová   | Moderátorka Katka (14. díl) |
| Václav Vašák        | kameraman (14. díl)         |
| Lenka Zahradnická   | Kostymérka Šárka (14. díl)  |
| Václav Kopta        | řidič autobusu (15. díl)    |
| Jan Vondráček       | Ondřej Levý (15. díl)       |

## Seznam dílů

### První řada (2021)
| Č. v seriálu | Č. v řadě | Název                     | Režie       | Scénář       | Datum premiéry | Sledovanost (v mil., 15+) |
| --- | --------- | ------------------------- | ----------- | ------------ | -------------- | ------------------------- |
| 1 | 1         | Paní Columbová            | Libor Kodad | Tomáš Chvála | 4. září 2021   | 1,024                     |
| Martin Rykl dostává za své „slušné“ chování novou parťačku, ambiciózní vyšetřovatelkou Karolínou Světlou. Jejich prvním společným případem je mrtvola muže nalezená v bance. Zatímco Karolína se snaží k novému parťákovi najít cestu, Rykl naopak vymýšlí, jak se Karolíny zbavit.                        |           |                           |             |              |                |                           |
| 2 | 2         | Vražda na talíři          | Libor Kodad | Tomáš Chvála | 11. září 2021  | 0,939                     |
| Rykl s Karolínou jsou vysláni do hotelu, kde se právě natáčí gastro reality show "Hledá se šéf!“. Jeden z finalistů byl nalezen mrtvý a všichni ostatní jsou podezřelí. Rykl s Karolínou se nad případem nejen sbližují, ale Karolína současně zjišťuje, že kolega Krátký je expert na jídla všeho druhu.  |           |                           |             |              |                |                           |
| 3 | 3         | Smrt v trojúhelníku       | Libor Kodad | Tomáš Chvála | 18. září 2021  | 0,990                     |
| Rykl s Karolínou tentokrát řeší nejen tajemnou vraždu muže, který podle všeho vedl mnohem zajímavější život, než doma své ženě přiznával, ale i vlastní složité vztahy. Rykl se totiž rozhodl jít na radu své psycholožky do sebe a zkouší s ostatními mluvit jako člověk. A hrozně mu to nejde.           |           |                           |             |              |                |                           |
| 4 | 4         | Špatné patro              | Libor Kodad | Tomáš Chvála | 25. září 2021  | 0,882                     |
| Rykl se rozhodl vzdát alkoholu, což má za následek jak nespokojeného Tondu, tak Ryklovu kolísavou náladu. Případ mrtvého majitele budovy, jehož očividně všichni nájemníci nenáviděli, i když tvrdí opak, mu proto pořádně hne žlučí. Karolína váhá, zda mu bude moci někdy plně důvěřovat.                |           |                           |             |              |                |                           |
| 5 | 5         | Vražda z druhé ruky       | Libor Kodad | Tomáš Chvála | 2. října 2021  | 0,941                     |
| Tělo pohozené v lese navede Rykla s Karolínu do autobazaru, jehož byl zemřelý majitelem. Koudelka projevuje o případ nečekaný zájem, podobně je na tom Karolína, která zase zjišťuje, jestli se Rykl opravdu spustil s novou sexy patoložkou. A Rykl? Ten chce hlavně přežít další příšerný den.           |           |                           |             |              |                |                           |
| 6 | 6         | Srdce na nesprávném místě | Libor Kodad | Tomáš Chvála | 9. října 2021  | 1,001                     |
| Když už se Rykl s Karolínou konečně začali sbližovat, zasáhne do Ryklova života minulost. Luciina otce Richarda někdo napadl a on skončil v kómatu v nemocnici. Richard předtím žádal Rykla o pomoc, a ten odmítl. Nyní tak musí splatit dluh a najít toho, kdo jeho bývalému tchánovi ublížil.            |           |                           |             |              |                |                           |
| 7 | 7         | Tři mušketýři             | Libor Kodad | Tomáš Chvála | 16. října 2021 | 0,731                     |
| Tajemná zpráva od Lucie mění všechno. Vrah Ryklovy milované ženy je celou dobu na svobodě a on ho hodlá dostat za každou cenu. Netuší, jaké šílenství tím rozpoutá. Karolína se ze všech sil snaží svého kolegu na příkaz Koudelky krotit, zatímco tajemný vrah spřádá další plány.                        |           |                           |             |              |                |                           |
| 8 | 8         | D’Artagnan                | Libor Kodad | Tomáš Chvála | 23. října 2021 | 0,807                     |
| Ve strhujícím finále první série se Rykl vydává na útěk. Poté, co vyřešil případ tří zkorumpovaných policistů, se stává obětí jejich tajemného komplice, který na něj navleče vraždu mafiána Ryby. Aby Rykl očistil své jméno a našel vraha, musí udělat to, co mu jde nejlépe – porušit všechny předpisy. |           |                           |             |              |                |                           |

### Druhá řada (2024)
| Č. v seriálu | Č. v řadě | Název              | Režie       | Scénář       | Datum premiéry | Sledovanost (v mil., 15+) |
| --- | --------- | ------------------ | ----------- | ------------ | -------------- | ------------------------- |
| 9 | 1         | Slast v lahvi      | Libor Kodad | Tomáš Chvála | 28. srpna 2024 | 0,610                     |
| Vražda ženy ve vinotéce přivede naše detektivy k překvapivému závěru. Atmosféra mezi nimi ale zhoustne, protože Rykl je nesnesitelný a roztržitý jako vždycky a jeho vyšetřování na vlastní pěst všechno ještě víc komplikuje. Na rozdíl od něj, na Karolínu se snaží udělat dojem herecká hvězda Alex. Co na to Karolína?                   |           |                    |             |              |                |                           |
| 10 | 2         | Špinavý byznys     | Libor Kodad | Tomáš Chvála | 4. září 2024   | 0,583                     |
| Karolína má volno a k hledání pachatele vraždy bezdomovce v parku si Rykl tentokrát musí vzít jiného parťáka. Přestože by měl pracovat na případu s Krátkým, pokračuje ve svém vlastním pátrání. Nezastaví ho ani to, že se Koudelka o jeho tajné akci dozvídá. Karolína také pátrá – po příčině tátova zranění. A to Ryklovi klidu nepřidá. |           |                    |             |              |                |                           |
| 11 | 3         | Těsně vedle        | Libor Kodad | Tomáš Chvála | 11. září 2024  | 0,583                     |
| Milenci našli v lese zavražděného muže a pátrání po pachateli zavede naše detektivy do golfového resortu. Ryklovi při vyšetřování stojí za zády na každém kroku Koudelka a marně se ho snaží krotit. Karolínu zaskočí, že si její otec přeje, aby se od rodičů odstěhovala. Zdá se ale, že to vlastně nebyl tak úplně jeho nápad.            |           |                    |             |              |                |                           |
| 12 | 4         | Hoří, má panenko   | Libor Kodad | Tomáš Chvála | 18. září 2024  | 0,576                     |
| V luxusním bytovém komplexu uhořela žena ve svém bytě. Během pátrání vychází najevo, že zavražděná měla neobvyklé hobby. Karolína žárlí na Ryklovu nafoukanou partnerku a zároveň si řeší, jestli se má sestěhovat s Alexem. A Koudelka se ze všech sil snaží zabránit Ryklovi, aby se dál zabýval případem Kováče.                          |           |                    |             |              |                |                           |
| 13 | 5         | Hra na vraždu      | Libor Kodad | Tomáš Chvála | 25. září 2024  | 0,616                     |
| Karolína s Ryklem tentokrát řeší neobvyklý případ sériových vražd, které, jak se zdá, jsou inspirovány detektivními romány. Alex se ocitá v ohrožení života, jeho záchrana závisí na Karolíně. Alex a Karolína dostanou ve svém novém bytě nečekanou návštěvu. A nad celým oddělením vražd bdí jako jestřáb kapitán Hrdá.                    |           |                    |             |              |                |                           |
| 14 | 6         | Louskáček          | Libor Kodad | Tomáš Chvála | 2. října 2024  | 0,609                     |
| Karolína s Ryklem se chystají na vystoupení v televizi, než k němu ale dojde, objeví tam mrtvolu. Při vyšetřování se ukáže, že známý moderátor měl tajemství, které se mělo brzy odhalit. Karolína si řeší krizi ve vztahu s Alexem. A Koudelka nechce ustoupit ze svých nařízení, se kterými Karolína s Ryklem nesouhlasí.                  |           |                    |             |              |                |                           |
| 15 | 7         | Pohřbená tajemství | Libor Kodad | Tomáš Chvála | 9. října 2024  | 0,689                     |
| Rykl a Karolína vyráží pátrat na okraj Prahy, kde byla ve své chatě ubodaná žena. Najít stopy bude těžké, protože zavražděná a její partner se extrémně stranili společnosti. Totožnost podezřelého všechny zaskočí. Rykl kvůli tomu dostává volno a Karolína se musí vypořádat s případem po boku jiného parťáka.                           |           |                    |             |              |                |                           |
| 16 | 8         | Pomníček           | Libor Kodad | Tomáš Chvála | 16. října 2024 | 0,633                     |
| Rykl je zavalen prací a Koudelka pověřuje případem Vlastova únosu Krátkého s Dlouhým. Rykl si přesto nemůže pomoct a dál pátrá na vlastní pěst, zatímco Karolína si od něj stále drží odstup. Co se stane na napjatě očekávaném soudu s Lázničkou? A zvládnou detektivové vyřešit všechny případy včas?                                      |           |                    |             |              |                |                           |